# 弗里德黑尔姆·文茨克
弗里德黑尔姆·文茨克（德語：Friedhelm Wentzke，1935年9月13日—），德国男子皮划艇运动员。他曾代表德国联队参加1960年和1964年夏季奥林匹克运动会皮划艇比赛，获得一枚金牌和一枚银牌。